# Nicolas Mavrocordato
Pour les articles homonymes, voir Mavrocordato.
 (août 2025).
Nicolas Mavrocordato, en grec Nikólaos Mavrokordátos ou en roumain Nicolae Mavrocordat, né à Constantinople le 3 mai 1680, mort à Bucarest le 3 septembre 1730 est un prince phanariote qui, après avoir été au service du Gouvernement Ottoman, est devenu Hospodar de Moldavie de 1709 à 1710 et de 1711 à 1715 puis Hospodar de Valachie de 1715 à 1716 et de 1719 à 1730. C’est à partir de ses règnes que les deux principautés sont quasi exclusivement gouvernées par des Phanariotes pendant un siècle. La monarchie est élective dans les principautés roumaines de Moldavie et de Valachie, comme en Transylvanie et en Pologne voisines. Le souverain (voïvode, hospodar ou domnitor selon les époques et les sources) est élu par (et souvent parmi) les boyards, puis agréé par les Ottomans : pour être nommé, régner et se maintenir, il s'appuie sur les partis de boyards et fréquemment sur les puissances voisines, habsbourgeoise, polonaise, russe et surtout turque, car jusqu'en 1859 les deux principautés sont vassales et tributaires de la « Sublime Porte ».

## Biographie
Fils d’Alexandre Mavrocordato et de Sultana Chrysoskoleos, il est doué pour les études et parle couramment grec, turc, roumain, français, allemand, russe et latin. Il seconde son père à partir de 1698 lorsque celui-ci est envoyé négocier le Traité de Karlowitz et devient après sa mort, Grand Drogman de la Sublime Porte de 1709 à 1710.
Il obtient le trône de Moldavie en remplacement de Michel Racovitza le 6 novembre 1709 mais il est destitué dès octobre 1710 en faveur de Dimitrie Cantemir. Il doit se réfugier à l’ambassade de France et verser un généreux bakchich aux Ottomans pour rentrer en grâce. Après la fuite de Dimitrie Cantemir et un bref interrègne assuré par son frère cadet Jean Ier Mavrocordato, il est de nouveau nommé Hospodar de Moldavie pour quatre ans, de novembre 1711 à décembre 1715.
En décembre 1715, il est transféré en Valachie, après la destitution d’Étienne II Cantacuzène. Son règne s’achève en novembre 1716 lorsqu’il est déposé et emprisonné pour deux ans par les Autrichiens à Sibiu. Après les victoires remportées par le prince Eugène de Savoie notamment la bataille de Petrovac, les Turcs abandonnent à l'Autriche le Banat de Timișoara, l’Olténie valaque et le nord de la Serbie lors du Traité de Passarowitz du 21 juillet 1718 : Nicolas Mavrocordato est libéré, remplace son frère cadet Jean Ier Mavrocordato et revient pour une dizaine d’années régner en Valachie de mars 1719 à sa mort en 1730.
Il gouverne en s’entourant de Grecs et d’Albanais et, pour rapprocher la noblesse roumaine des aristocraties occidentales, il crée trois rangs parmi eux : « grands », « moyens » et « petits » boyards, plus ou moins équivalents aux princes et ducs (principi : les dynasties princières pouvant prétendre aux trônes), aux marquis et comtes (boieri mari pouvant prétendre aux hautes charges), et aux barons (boieri mici, de loin les plus nombreux ; certains, désargentés, forment la classe des boyards pauvres dits boieri legați cu tei, décrite plus tard par Paul Morand dans son livre Bucarest). Pendant cette période, il s’emploie à développer la culture hellénique dans les principautés roumaines, il fonde à Bucarest des écoles, une bibliothèque et une imprimerie. Comme son père, il est également un lettré fort cultivé qui écrit un traité de morale générale : le Livre des Devoirs et (vers 1716/1720) Les loisirs de Philothée, tentative de création romanesque en une forme atticisante de grec ancien que l’on a qualifié de « langue archaïsante ». Il est également un protecteur de l’Église roumaine, à l’époque sous l’obédience du Patriarcat œcuménique de Constantinople, et fait construire à Văcărești, près de Bucarest, un grand monastère pourvu d’une vaste bibliothèque. Fait très rare, il meurt en exercice, à Bucarest, le 3 septembre 1730, et il est inhumé dans l’église du monastère de Văcărești (roumain: Mănăstirea Văcărești).

## Famille et descendance
Nicolas Mavrocordato est marié à trois reprises : avant 1700 avec Cassandre Cantacuzène, dont il eut deux filles ; vers 1706 avec Pulchérie Tzouki dont il a cinq enfants, parmi lesquels Constantin Mavrocordato (1711-1769), hospodar de Moldavie et de Valachie, et Jean II Mavocordato (1712-1747), hospodar de Moldavie. Enfin, en 1716 avec Smaragda Stavropoleos dont il a deux enfants : Alexandre (mort en 1796) — qui sera père de Nicolas (mort en 1818) et grand-père d'Alexandre Mavrocordato —, et Sultana, épouse de Dimitrios Adamaki Mourousis.